# Sant’Angelo all’Esca
Sant’Angelo all’Esca ist eine italienische Gemeinde mit 717 Einwohnern (Stand 31. Dezember 2023) in der Provinz Avellino in der Region Kampanien.

## Geografie
Die Nachbargemeinden sind Fontanarosa, Luogosano, Mirabella Eclano und Taurasi.

## Persönlichkeiten
- Carmine Preziosi (* 1943), Radrennfahrer